# Abu Džihad
Khalil Ibrahim al-Wazir (10. listopada 1935. – 16. travnja 1988.), poznatiji pod imenom Abu Jihad ("Otac borbe" na arapskom jeziku) bio je palestinski vojni vođa, i jedan od osnivača stranke Fatah.
Dok ga mnogi Palestinci smatraju mučenikom ili barem simpatiziraju zbog borbe za njihovu stvar, Izraelci ga smatraju teroristom koji je odgovoran za smrt brojnih civila.

## Životopis
Abu Jihad se rodio u muslimanskoj obitelji u gradu Ramle, Palestina (tada pod britanskom upravom) 10. listopada 1935. godine. Otac mu je bio trgovac.
Kad je izbio Rat za nezavisnost 1948. godine, obitelj mu je protjerana. Sklonili su se u izbjeglički kamp, gdje je pohađao srednju školu pod zaštitom UN-a. No, već zarana se izrazila njegova pobunjenička narav. Često se morao seliti pred progonima, a radio je razne poslove. Putujući po arapskom svijetu, stvorio je niz vrlo korisnih poznanstava koja će mu kasnije pomoći u organizaciji napada na Izrael.
Jedno vrijeme dobar prijatelj bio mu je jordanski kralj Hussein I., ali su se kasnije razišli iz ideoloških razloga. Hafez al-Assad, predsjednik Sirije, dao ga je zatočiti jer je bio osumnjičen za ubojstvo jednog palestinskog militantnog vođe. Kasnije su on i Yasser Arafat oslobođeni optužbi i pomilovani.
Arafat mu je bio dobar prijatelj i povjeravao mu je odgovorne zadaće, a Khalil ih je izvršavao. Bio je umiješan i u Libanonski građanski rat, te je čak organizirao i obranu Bejruta, koja nije izdržala. Nakon pada jednog izbjegličkog kampa u ruke kršćanskih snaga i masakra koji je uslijedio, Jihad je krivio sebe jer nije organizirao plan spašavanja.
Navodno je njegovim idejema bio oduševljen i sam Che Guevara kojeg je sreo u Alžiru 1962. godine.
Bio je zapovjednik oružanog krila Fataha, al-Assife (Oluje). Diljem okupiranih palestinskih područja desetljećima je uspostavljao ćelije i omladinske komitete za borbu protiv Izraelaca. Ti komiteti će s vremenom rasti i radikalizirati se, a onda će poslije njegove smrti, buknuti Prva intifada. On se trudio osigurati financijsku i logističku potporu bacačima kamenja i prosvjednicima protiv mirovnog plana. Bavio se i novinarstvom, kojim će paliti iskru pobune i pozivati na pružanje otpora okupatorima. Iz Ammana se preselio u Tunis gdje je nastavio svoje poslanje.
Agentima Mossada je prekipjelo kada je jedna skupina terorista upala u autobus i ubila 35-ero ljudi.
Uz pomoć komandoske jedinice kojom je prema pisanju lista Maariv iz 1997. godine rukovodio Ehud Barak, locirali su ga i ubili u 53. godini (1988.) ispred žene i sina. Glasnogovornik Vlade i Barakovi pobočnici odbili su komentirati te napise u novinama.
Pokopan je 21. travnja u logoru blizu Damaska. Arafat je predvodio pogrebnu povorku.

## Privatni život
Khalil je bio oženjen svojom rođakinjom s kojom je imao petero djece. Njegova žena postala je prva ministrica u povijesti Palestinske samouprava, a sin mu je guverner Glavne Palestinske banke.